# Ina Ulrike Paul
Ina Ulrike Paul (* 27. Februar 1958 in Wiesbaden) ist eine deutsche Historikerin.

## Leben
Paul studierte 1977/78 Neuere Geschichte, Germanistik, Kunst- und Rechtsgeschichte an der Universität München und legte 1982/83 dort ihr Magisterexamen ab. Von 1983 bis 1988 arbeitete sie als wissenschaftliche Angestellte der Historischen Kommission bei der Bayerischen Akademie der Wissenschaften in München und anschließend von 1989 bis 1994 als wissenschaftliche Mitarbeiterin am Historischen Institut der Fakultät für Sozialwissenschaften der Universität der Bundeswehr München. 1990 erfolgte die Promotion zum Dr. phil. an der Universität München. Von 1994 bis 2000 war sie Wissenschaftliche Assistentin am Friedrich-Meinecke-Institut der Freien Universität Berlin. In den Jahren 2000–2001 war sie Stipendiatin der Herzog August Bibliothek Wolfenbüttel. 2002 erfolgte ihre Habilitation am Fachbereich Geschichts- und Kulturwissenschaften der Freien Universität Berlin (Venia legendi für Neuere Geschichte). Von 2002 bis 2008 war sie Gastwissenschaftlerin am Deutschen Historischen Institut London. 2006 nahm sie eine Professurvertretung an der Europa-Universität Viadrina Frankfurt/Oder wahr. 2006/07 war sie erneut Stipendiatin der Herzog August Bibliothek Wolfenbüttel. Ab 2007 wirkte sie als Oberassistentin (C2) am Friedrich-Meinecke-Institut der Freien Universität Berlin und von 2009 bis 2024 als Geschäftsführerin des Zentralinstituts studium plus der Universität der Bundeswehr München. 2012 folgte die Ernennung zur außerplanmäßigen Professorin des Friedrich-Meinecke-Instituts der Freien Universität Berlin. 2010 war sie Gastlektorin an der University of Western Ontario in London, Ontario (Kanada). Zwischen 2015 und 2019 nahm sie verschiedene Gastprofessuren an der Université Paul-Valéry Montpellier 3, der Université Toulouse 2 Jean-Jaurès und der Université Paul-Valéry Montpellier 3 wahr.
Ihre Forschungsschwerpunkte liegen in der europäischen Geschichte des 18. bis 20. Jahrhunderts.

## Schriften (Auswahl)
Monografien
- Württemberg 1797–1816/19. Quellen und Studien zur Entstehung des modernen württembergischen Staates (= Quellen zu den Reformen in den Rheinbundstaaten. Bd. 7). 2 Bände, De Gruyter Oldenbourg, München 2005.
- Aufstieg ins Großbürgertum. Lebensweg und Lebenserinnerungen des Geheimen Regierungsrates Heinrich Ferdinand Philipp von Sybel (1781–1870). Ein Beitrag zur Geschichte des rheinischen Bildungs- und Wirtschaftsbürgertums, phil. Diss. (Microfiches), München 1990.

Herausgeberschaften
- Weltwissen. Das Eigene und das Andere in enzyklopädischen Lexika des langen 18. Jahrhunderts (= Wolfenbütteler Forschungen. Bd. 162), hrsg. v. d. Herzog August Bibliothek Wolfenbüttel, Wolfenbüttel 2020.
- Mit Catherine Mazellier-Lajarrige und Christina Stange-Fayos: Geschichte ordnen – L’Histoire mise en ordre. Interdisziplinäre Fallstudien zum Begriff «Generation» – Études de cas interdisciplinaires sur la notion de «génération» (= Zivilisationen und Geschichte. Bd. 59), Peter Lang, Berlin u. a. 2019.
- Mit Sylvia Schraut: Rassismus in Geschichte und Gegenwart. Eine interdisziplinäre Analyse (= Zivilisationen und Geschichte. Bd. 55), Peter Lang, Berlin u. a. 2018.
- Mit Richard Faber: Der historische Roman zwischen Kunst, Ideologie und Wissenschaft, Königshausen u. Neumann, Würzburg 2013.
- Mit Hagen Schulze: Europäische Geschichte. Quellen und Materialien, München 1994.